# Thomas Bayes
Pour les articles homonymes, voir Bayes.
Thomas Bayes (/ˈtɒməs beɪz/ , né env. en 1702 à Londres - mort le 7 avril 1761 à Tunbridge Wells, dans le Kent) est un mathématicien britannique et pasteur de l'Église presbytérienne, connu pour avoir formulé le théorème de Bayes.

## Biographie
Thomas Bayes est issu d'une famille de protestants, qui étaient couteliers. Il reçoit une éducation privée et en 1719, il part pour l'université d’Édimbourg, afin d'étudier la théologie. À la fin des années 1720, il est nommé pasteur à Tunbridge Wells, près de Londres. En 1742, Il devient membre de la Royal Society, par contre, il ne publie aucun article mathématique.
Il décide de mettre fin à ses fonctions religieuses en 1752.
Il décède le 7 avril 1761 à Tunbridge Wells. Sa dépouille repose dans le cimetière de Bunhill Fields à Londres.

## Travaux
Ses découvertes en probabilités ont été résumées dans son Essai sur la manière de résoudre un problème dans la doctrine des risques (Essay Towards Solving a Problem in the Doctrine of Chances - 1763) publié — par un de ses amis, Richard Price — à titre posthume dans les comptes-rendus de l’Académie royale de Londres (The Philosophical Transactions of the Royal Society).
On lui doit en particulier une loi importante des probabilités, le théorème de Bayes (posthume, 1763), qui est la fondation d'un pan important de la statistique moderne, appelée statistique bayésienne. Cette dernière est souvent mise en opposition à la statistique dite "fréquentiste". Une des principales différences entre les deux est la façon dont l'interprétation de la probabilité est définie. En découle également une façon différente de pratiquer l'inférence statistique, nommée inférence bayésienne.
La statistique bayésienne connaît un fort regain d'intérêt depuis la démocratisation des ressources informatiques. En effet, de nombreuses approches de modélisation bayésienne reposent sur la méthode de Monte-Carlo par chaînes de Markov qui est généralement exigeante en termes de temps de calcul.
Le théorème est également très utilisé en classement automatique et en deep learning. Un exemple parmi d'autres est la lutte contre le spam, par la méthode dite d'inférence bayésienne.

## Œuvres
On lui connaît deux publications de son vivant : 
- « Divine Benevolence, or an Attempt to Prove That the Principal End of the Divine Providence and Government is the Happiness of His Creatures » (La Bienveillance divine, ou une tentative de preuve que la fin première de la Providence divine et du Gouvernement est le Bonheur de ses créatures) (1731) ;
- « An Introduction to the Doctrine of Fluxions, and a Defence of the Mathematicians Against the Objections of the Author of The Analyst » (Une introduction à la doctrine des fluxions, et une défense des mathématiciens contre les objections faites à l'auteur de l'Analyse (anonymement (1736)) dans laquelle il défend les bases du calcul infinitésimal établies par Isaac Newton[2].

Une autre œuvre a été publiée en 1763 par Richard Price dans les Philosophical Transactions of the Royal Society :
- (en) Thomas Bayes et Richard Price, « An Essay towards Solving a Problem in the Doctrine of Chances. By the Late Rev. Mr. Bayes, F. R. S. Communicated by Mr. Price, in a Letter to John Canton, A. M. F. R. S. », Philosophical Transactions, vol. 53,‎ 1er janvier 1763, p. 370-418 (DOI 10.1098/rstl.1763.0053).